# Fronimudo

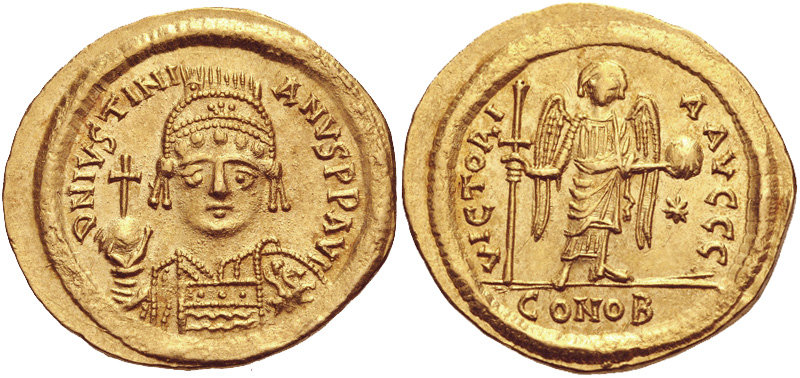
Soldo de Justiniano r.

Fronimudo (em grego: Φρονιμύθ; romaniz.: Fronimúth), também variadamente chamado de Frominicdo (Frominicth), Fromuto (Frommut) e Fronimido (Fronimith), foi um oficial bizantino de origem germânica do século VI, ativo durante o reinado do imperador Justiniano (r. 527–565).

## Vida
Fronimudo, um oficial de origem germânica, esteve ativo na prefeitura pretoriana da África como comandante subordinado ao mestre dos soldados João Troglita. É incerto qual posto exerceu na província. Talvez ocupasse algum comando classificado entre os mestres dos soldados e os tribunos, possivelmente um homem espectável, como sugerido pelos autores Prosopografia do Império Romano Tardio. Aparece pela primeira vez no inverno de 546/7, quando participou na batalha na qual os bizantinos decisivamente derrotaram os mouros do chefe Antalas. Nesta ocasião, liderou tropas na ala esquerda ao lado de João, o Velho. No verão de 547, participou na desastrosa Batalha de Marta, onde liderou tropas na ala direita com João, o Velho e o mouro Cusina. No verão de 548, na Batalha dos Campos de Catão, se sabe que esteve próximo do Sinduito e do mouro Ifisdaias.